# Morales (apellido)
Morales es un apellido toponímico proveniente de Cantabria (España), extendido hoy a la península ibérica, la península italiana y América.

## Linaje e historia
Este apellido procede de los lejanos tiempos de la Reconquista, en los cuales diversos caballeros prestaron sus servicios a reyes y nobles españoles que lucharon contra los musulmanes. Baños de Velasco señala que el primitivo solar de los Morales fue el que radicó en el lugar de Cuyedo, de la Merindad de Trasmiera, partido judicial de Santoña (Cantabria). Tuvo su primitiva casa solar en el lugar de Cudreya, en Cantabria, de donde pasaron a Soria y fundaron el lugar de Morales, de donde eran Señores pertenecientes a una de las doce casas nobles y troncales de aquella ciudad y de donde salieron esforzados guerreros que se distinguieron en las conquistas de Baeza y Sevilla. El apellido muy pronto se extendió por toda la península ibérica e Islas Canarias.[cita requerida]
En 1477, ya aparece Andrés de Morales, un navegante y cartógrafo que vivió durante largo tiempo en las Antillas. Fundó casas del apellido en Sevilla y en Granada, por lo que aparece documentado en los apellidos y escudos sevillanos y cordobeses que pasaron a Las Indias. Estudió las costas atlánticas y trazó cartas marinas de las costas brasileñas y de las Islas occidentales.
En 1513, se localiza a Ambrosio de Morales, un eclesiástico e historiador. Perteneció a la generación de humanistas españoles que impusieron una versión erudita y científica en la investigación histórica. Posteriormente, miembros de la familia Morales se trasladaron a otras zonas de la península ibérica. Cabe señalar, como aspecto notable, que el apellido estuvo presente en diversos países de América Latina desde los primeros años de la conquista. La existencia, en aquellos lugares, de topónimos llamados Morales demuestra la implantación del apellido desde los primeros años. Francisco Tomás Morales fue un militar español que alcanzó el grado de Capitán General de Venezuela.[cita requerida]
En 1553 el coronel Jaime Antonio Morales Bustos funda la ciudad de Angol, por encargo de don Pedro de Valdivia.

## Escudo de armas
Las armas principales del apellido, según detalla Fernando González-Doria, son: escudo cuartelado: 1º y 4º, en campo de plata, tres bandas de sable, y 2º y 3º, en campo de plata, un moral de sinople. Otros traen: escudo cuartelado: 1º y 4º, en campo de oro, un moral de sinople, y 2º y 3º, en campo de plata, tres fajas de sable.

## Toponimia
Al no tratarse de un apellido toponímico, los topónimos no son muy frecuentes. Sin embargo, existen topónimos del apellido relacionados con pueblos y villas tanto de España como de diversos países de América. Morales es un pueblo de la provincia de Soria (Casillas de Morales es un pueblo de Fuerteventura), así como un municipio de Guatemala y otro de Colombia.hay dos pueblos con apellido Morales No han sido encontrados topónimos de tipo geográfico.

## El apellido en la actualidad
El apellido Morales es muy abundante en la geografía española y está extendido por la mayoría de las comunidades autónomas, siendo porcentualmente más frecuente en las Islas Canarias, Andalucía y Castilla-La Mancha.
Por otro lado, se encuentra vástamente representado en Portugal desde hace ya muchos años. También es frecuente en Hispanoamérica, en países como Chile, México, Venezuela, Colombia, Perú, Argentina, Costa Rica, Guatemala, Puerto Rico y en sus diferentes variantes.